# Герб лену Ємтланд
Герб лену Ємтланд (швед. Jämtlands läns vapen) — символ сучасного адміністративно-територіального утворення лену Ємтланд.

## Історія
Герб лену Ємтланд затверджено 1935 року.

## Опис (блазон)
Щит перетятий; у верхньому синьому полі срібний лось, перед яким спинається золотий собака, а на спині лося сидить золотий сокіл; у нижньому срібному — чорний молот із червоним хвостовиком, справа — чорні кліщі руків'ями додолу, зліва — два чорні молоточки з червоними руків'ями вгору та додолу.

## Зміст
У гербі лену Ємтланд поєднано символи ландскапів Ємтланд і Гер'єдален.
Герб лену може використовуватися органами влади увінчаний королівською короною.

## Галерея

Герб Ємтланду
Герб Гер'єдалену